# Adolf Hahn
Adolf Hahn (geboren am 4. März 1884 in Stuttgart; gestorben am 9. Juli 1946 ebenda) war ein deutscher Schriftsteller.

## Werke
- Vom geistigen Kriegsziel.  Gedanken eines deutschen Arbeiters. Mit einem Geleitwort in Versen von Therese Köstlin und einer Einführung von Theodor Heuß. Strecker & Schröder, Stuttgart 1915.
- Zielwärts. Worte eines deutschen Arbeiters an seine Volksgenossen. Adastra, Lindhorst 1923.
- Zum Ziel. Gedichte und Lieder. Christliches Verlagshaus, Stuttgart 1936.